# Danièle Watts
Danièle Lorise Watts (* 3. November 1985 in Riverside County, Kalifornien) ist eine US-amerikanische Schauspielerin.

## Leben
Danièle Watts wurde in Kalifornien geboren. Ihr Vater war beim Militär, sodass sie häufig umzog. Während der Mittelschule lebte sie in Orlando in Florida und während der High School lebte sie in  Atlanta in Georgia. Sie besuchte die North Springs Charter School of Arts and Sciences in Atlanta, die University of Southern California in Los Angeles und die British American Drama Academy in London. Im Fernsehen hatten sie Gastauftritte in den Serien How I Met Your Mother, Greek, Cold Case – Kein Opfer ist je vergessen, Detroit 1-8-7, Criminal Minds, Private Practice, 90210, Castle, Melissa & Joey und Weeds – Kleine Deals unter Nachbarn. In ihrer ersten Fernsehhauptrolle spielt sie seit 2014 in der FX-Sitcom Partners Laura Jackson, die Tochter von Martin Lawrences Figur.
Außerdem war sie in einigen anderen Filmen und Kurzfilmen zu sehen, darunter auch Django Unchained.

## Angebliches Opfer von rassistischem Vorfall
Die Afroamerikanerin Watts führt eine Beziehung mit dem weißen Koch Brian James Lucas. Am 11. September 2014 rief jemand die Notrufnummer der Polizei, als er sah, wie sich das Paar in seinem eigenen Auto küsste. Er hielt das gemischtrassige Paar für eine Prostituierte und einen Freier. Watts wurden Handschellen angelegt, weil sie sich der Polizei gegenüber nicht ausweisen wollte. Dieser Vorfall ereignete sich in Studio City in Los Angeles, Kalifornien. Es wurde keine Anklage erhoben und Watts wurde kurz danach freigelassen. Das Paar hat einen Anwalt engagiert. Es wurden interne Ermittlungen bei der Polizei eingeleitet. Der Chef des LAPD, Charlie Beck, teilte mit, seine Polizisten hätten sich gemäß der Vorgaben verhalten, die bei einem Verdacht auf Prostitution gelten. Kurz nachdem der Fall öffentlich wurde, tauchten in der Presse Fotos auf, die die Sichtweise der Polizei stützen, da sie Watts in eindeutigen Positionen zeigen.

## Filmografie (Auswahl)
Filme
- 2010: Something Like a Business
- 2011: Before Dawn Breaks
- 2012: Django Unchained
- 2014: The Bloody Indulgent
- 2015: Babysitter

Fernsehserien
- 2008: How I Met Your Mother (Episode 4x07)
- 2009: Greek (Episode 2x18)
- 2009: Cold Case – Kein Opfer ist je vergessen (Cold Case, Episode 7x07)
- 2010: Detroit 1-8-7 (Episode 1x02)
- 2010: Criminal Minds (Episode 6x06)
- 2010: Private Practice (Episode 4x08)
- 2011: 90210 (Episode 3x21)
- 2011: Castle (Episode 3x24)
- 2011: Melissa & Joey (Episode 1x26)
- 2012: Weeds – Kleine Deals unter Nachbarn (8 Episoden)
- 2014: Partners (10 Episoden)